# 圣加洛什凯尔
圣加洛什凯尔（匈牙利語：Szentgáloskér）是匈牙利绍莫吉州所辖的一个村。总面积27.25平方公里，总人口530，人口密度19.4人/平方公里（2011年1月1日）。